# Machimus oriens
Machimus oriens är en tvåvingeart som beskrevs av Martin 1975. Machimus oriens ingår i släktet Machimus och familjen rovflugor. Inga underarter finns listade i Catalogue of Life.